# Mirebeau

Mirebeau este o comună în departamentul Vienne, Franța. În 2009 avea o populație de 2,198 de locuitori.